# Лемингтон (футбольный клуб)
«Ле́мингтон» (англ. Leamington Football Club) — английский футбольный клуб из города Лемингтон-Спа, графство Уорикшир, Западный Мидленд. Основан в 1923 году. Домашние матчи проводит на стадионе «Нью Уиндмил Граунд».
В настоящее время выступает в Северной Национальной лиге, шестом по значимости дивизионе в системе футбольных лиг Англии.

## История
В 1933 году был основан Лемингтон Борг энд Бек, известный как «Локхед Борг энд Бек», и он стал ассоциироваться с местными рабочими. Команда стала называться «Локхед Лемингтон», а затем в 1973 году командой рабочих Аутоматив Продуктс. В 1985 году клубу вернули его оригинальное название, но через три года стадион клуба продали под застройку жилья, и клуб исчез до 2000 года. Последний матч на Виндмилл Граунд в Тачбрук Роад был сыгран в апреле 1988.
Клуб был восстановлен в 2000 году и заиграл на стадионе Нью Уиндмилл Граунд в Харери Лэйн, Уитнеш (маленький городок к югу от Лемингтона). Команда завоевала два подряд промоушены, став чемпионом Второго дивизиона Футбольной комбинации Мидланда в первый год, и финишировав второй В Первом дивизионе год спустя. Через три года Лемингтон получил повышение в Альянс Мидланда. В 2005 году команда победила 5 соперников (с 2 переигровками и серией пенальти) в Кубке Англии, великолепное выступление привлекает повышенное внимание национальных СМИ. Развязкой стало поражение 9-1 в первом основном раунде от Колчестер Юнайтед профессиональной команды на шесть лиг выше Лемингтона.
В начале сезона 2008-09, главная команда скооперировалась с женской командой Лемингтонские Львы, и с юношеской командой Лемингтонские Юные Тормоза. В сезоне 2012/13 клуб выиграл Южную лигу и получил повышение в Северную Конференцию. В сезоне 2014/15 клуб выбыл из Северной Конференции обратно в Южную лигу.

## Цвета и эмблема
Цвета Лемингтона: золотые майки, черные шорты и белые гетры.
Эмблема Лемингтона показывает мельницу и футбол. Изображение мельницы ассоциируется с клубом долгое время, оба стадиона клуба (старый Уиндмилл Граунд и новый Нью Уиндмилл граунд) находятся недалеко от Честертонской мельницы.
Выездная форма в 2015-16 году синяя с желтой полосой на рукавах и воротнике.

## Стадион
Домашний стадион клуба «Лемингтон Таун» (ранее «Локхед Лемингтон», «АП Лемингтон» и «ФК Лемингтон») был «Виндмилл Граунд», расположенный на Тачбрук Роад.
Стадион начал свою жизнь известный просто как «Тачбрук Роад Граунд» с первым матчем Ф. К. Лемингтон в конце сентября 1891 года с командой Колледжа Королевы, Бирмингем.
В 1913 году, когда Лемингтон Таун вернулся на стадион (после использования различных мест по всему городу), он был переименован в «Уиндмилл Граунд». Название было дано в честь заброшенной старой мельницы (была снесена в 1968 году), расположенной возле Тачбрук Роад.
В 1937 году Лемингтон Таун погряз в долгах. Клуб довольно быстро ликвидируется, а Виндмилл Граунд продается команде Ковентри Сити. Ковентри заплатил 1739 фунтов 6 шиллингов и 8 пенсов за стадион, который он использовал для своей команды «А». Во время Второй Мировой Войны стадион также принимал матчи Бирмингем Сити.
Локхед, компания, располагающаяся возле Виндмилл Граунд, в 1946 году создает команду Локхед Лемингтон, и выкупает для неё стадион обратно у Ковентри Сити.
После этого стадион был модернизирован: установлены трибуны, спуски и другое оборудование, а в 1965 году — искусственное освещение. До закрытия стадиона он имел 440 посадочных мест на трибуне со стороны Тачбрук Роад, раздевалки располагались с левой стороны поля. Вместимость составляла около 5000 человек, из которых 1600 могли разместиться под крышей.
Рекорд посещаемости был установлен в сезоне 1975/76 в первом раунде Кубка Англии — 3200 зрителей пришли на матч против «Стаффорд Рейнджерс», в котором гости одержали победу 3:2.
Владельцы стадиона «Аутомотив Продуктс», продали его под жилищную застройку в 1985 году. Падение клуба началось, собственно говоря, двумя годами ранее. Несмотря на победу в Южной лиге в 1983 году, клубу было отказано в повышении в Конференцию из-за неудовлетворительного состояния стадиона. Киддерминстер Харриерс были повышены, и началось падение клуба по спирали.
Последний матч лиги на стадионе состоялся 16 апреля 1988 года против «Уолсолл-Вуд». Самый последний матч был сыгран на стадионе между двумя командами, управляемыми старыми менеджерами АП Лемингтон, и назывался «Прощание с Уиндмилл Граунд».
На месте бывшего стадиона сейчас расположена жилая застройка. Турникеты были проданы клубу «ВС Рагби», некоторые трибуны «Стратфорд Таун». Искусственное освещение, купленное со стадиона Мэн Роад клуба Манчестер Сити, было продано охранной фирме.